# Bruidstaart

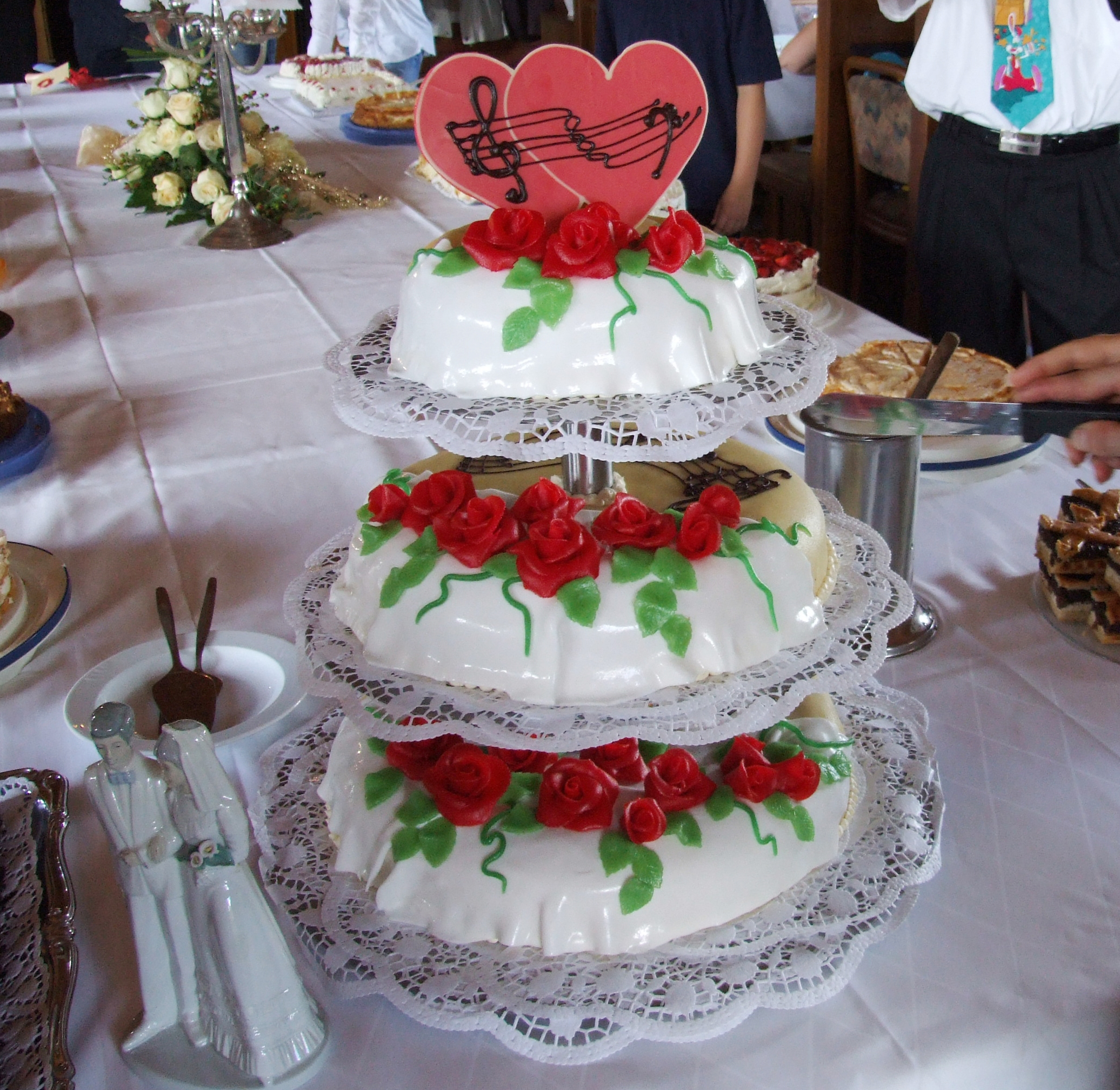
Een bruidstaart

Een bruidstaart, of ook wel trouwtaart genoemd, is de taart die traditioneel genuttigd wordt bij een bruiloft.

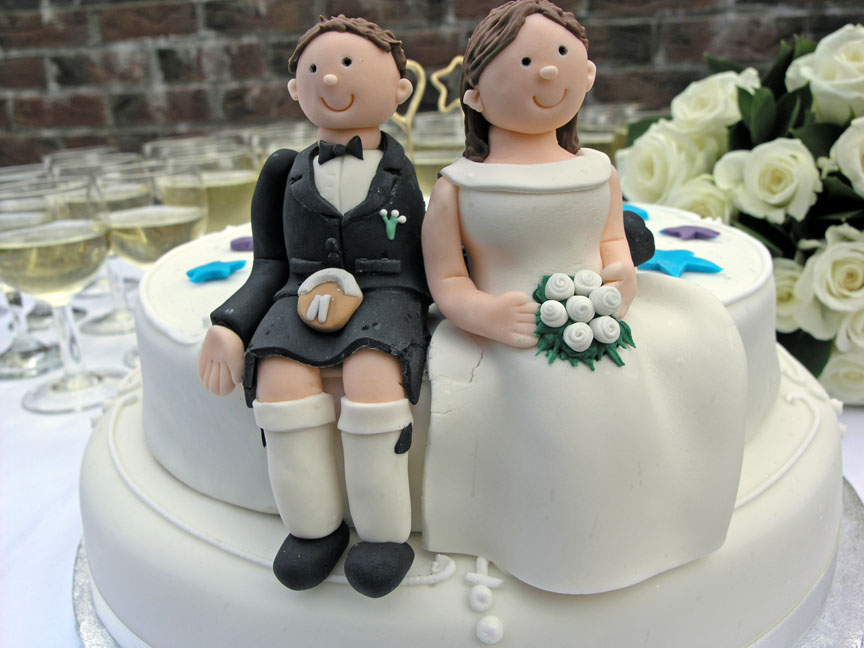
Een miniatuurbruidspaar boven op een bruidstaart

Een bruidstaart is meestal een witte slagroomtaart met verschillende verdiepingen, die soms ook rusten op suikerpilaartjes. Boven op deze taart worden veelal suikerwerken of plastic figuurtjes geplaatst die het bruidspaar symboliseren.

## Geschiedenis
De vroegste verwijzingen naar een bruidstaart vinden wij bij de Romeinen. De "bruidstaart" was toen nog een eenvoudige koek, waarin veel gist werd gebruikt omdat dit goed voor de vruchtbaarheid zou zijn. Deze koek werd doormidden gebroken en boven het hoofd van de bruid verkruimeld. Om zo de Goden te smeken het jonge paar met veel kinderen te zegenen. De taartkruimels zouden, wanneer die meegenomen werden, de gasten op hun beurt weergeluk brengen.
In de middeleeuwen brachten in Engeland de bruidsgasten zoete broodjes en later cakejes, mee naar het feest. Deze cakejes werden in een piramidevorm opgestapeld. Wanneer het bruidspaar erin slaagde elkaar boven de berg cakejes te kussen, zonder de gestapelde cakes omver te laten vallen, zou hun huwelijk gezegend zijn met geluk en kinderen.
Een Franse kok gooide suikerglazuur over de berg cakejes, wat de piramide minder wankel maakte. De Franse traditionele bruidstaart, de croquembouche, vertoont nog steeds een grote gelijkenis met deze cakejespiramide uit de middeleeuwen.
In Engeland werd de traditionele bruidstaart een "fruitcake" bedekt met wit glazuur. De Engelse Koningin Victoria had voor haar huwelijk zo'n taart, rijkelijk gedecoreerd, van een meter doorsnede. Om dit te overtreffen liet zij voor het huwelijk van haar oudste dochter een gigantische bruidstaart met verschillende plateaus maken. Deze "koninklijke" bruidstaart werd sindsdien de norm voor alle Europese koningshuizen en adellijke families. De drietrapsvariant daarvan is wat nu de standaard bruidstaart is.

## Traditie
Er zijn diverse tradities die bij de bruidstaart betrokken zijn:
- De bruidstaart wordt door het bruidspaar gezamenlijk aangesneden.
- Het eerste stuk van de bruidstaart is voor het bruidspaar dat dit om beurten aan elkaar voert.
- De kleinste taart wordt niet aangesneden, maar ingevroren en een jaar later op de eerste trouwdag gegeten